# Ririka, SOS!
Nurse Angel Ririka SOS (ナースエンジェルりりかＳＯＳ?, Nāsu Enjeru Ririka EsuŌEsu) è un manga shōjo scritto da Yasushi Akimoto e disegnato da Koi Ikeno, pubblicato in Giappone sulla rivista Ribon di Shūeisha dal gennaio 1995 al giugno 1996.
Dal manga è stato tratto un anime di 35 episodi, prodotto dallo Studio Gallop e andato in onda in Giappone su TV Tokyo tra il luglio 1995 e il marzo 1996; in Italia è stato trasmesso, con il titolo Ririka, SOS!, su Italia Teen Television dal luglio all'agosto 2004.

## Trama
Ririka Moriya (Erika Rangemayer, in Italia), è una ragazzina di 10 anni che si divide fra la scuola e il piccolo ospedale del padre di Seiya Uzaki (Sonny), dove ormai conosce tutti, dal personale ai pazienti, con i quali ha un profondo rapporto di amicizia. Un giorno nel suo istituto arriva Kanō (Kane), un nuovo studente dall'aria misteriosa e affascinante che non tarda molto a fare innamorare di sé molte studentesse, tra le quali c'è anche Ririka.
Seiya conosce Ririka da sempre: piuttosto geloso dell'amica, anche se non se ne rende pienamente conto, non vede quindi di buon occhio la situazione, soprattutto quando diventa chiaro che anche Kanō è in qualche modo attratto da Ririka.
Ma all'insaputa di tutti, da qualche parte nell'universo si sta combattendo una terribile guerra che ha messo in pericolo Queen Earth (Stella Crystel), il pianeta governato dalla principessa prima Helena e minacciato da Dark Joker (Duca Oscuro), che sta purtroppo coinvolgendo anche la Terra. Kanō è in realtà un messaggero della regina, che è stato inviato in missione sulla Terra per risvegliare i poteri latenti di Ririka, per poterla trasformare in Nurse Angel (Principessa Crystel), letteralmente l'infermiera angelo, e tentare di ribaltare le sorti della guerra. Il compito di Ririka sarà quello di creare una magica pozione con il Fiore della Vita che salverà l'universo.

## Personaggi

Ririka nei panni della Nurse Angel

### Personaggi principali
Ririka Moriya (森谷 りりか?, Moriya Ririka, in Italia Erika Rangemayer)
Doppiata da: Kaori Asō (ed. giapponese), Giusy Di Martino (ed. italiana)
È una ragazzina di 10 anni (14, nell'adattamento italiano) e sogna un giorno di diventare infermiera e lavorare nel piccolo ospedale degli Uzaki che è oramai diventato la sua seconda casa. La sua famiglia è composta da cinque persone: i genitori, la nonna e suo fratello minore. Nonostante l'amicizia fraterna con Seiya, che forse per il ragazzo è qualcosa di più, si innamora di Kanō, un nuovo compagno di scuola, che le rivela che in lei ci sono poteri che aspettano di essere risvegliati e che dovrà usare per salvare la Terra. Recitando una formula magica, Erika si trasforma nella leggendaria Nurse Angel (Principessa Crystel), un'infermiera dai poteri speciali derivati dal Fiore della Vita, con i quali riesce a sconfiggere i nemici che minacciano la Terra e Queen Earth.
Seiya Uzaki (宇崎 星夜?, Uzaki Seiya, in Italia Sonny)
Doppiato da: Akira Ishida (ed. giapponese), Patrizio Prata (ed. italiana)
È un amico d'infanzia di Ririka, ed abita nel condominio di fronte al suo. Figlio di un medico, desidera seguire le sue orme anche se in molti frangenti si dimostra piuttosto immaturo. Forse è innamorato di Ririka e diventa quindi piuttosto geloso dopo la comparsa di Kanō, votandosi alla protezione ad ogni costo della sua grande amica.
Nozomu Kanō / Kanon (加納 望／カノン?, Kanō Nozomu / Kanon, in Italia Kane)
Doppiato da: Hidehiro Kikuchi (ed. giapponese), Simone D'Andrea (ed. italiana)
È un extraterrestre proveniente da Queen Earth, un pianeta di un'altra galassia simile alla Terra. Dopo l'invasione del pianeta da parte dei soldati di Dark Joker, si reca sulla Terra con la falsa identità di uno studente delle superiori, alla ricerca della leggendaria principessa Crystel, l'unica che con i suoi magici poteri può salvare la situazione. Anche se apparentemente prova profondi sentimenti per Erica, alla fine della storia ritornerà sul suo pianeta dopo aver perso la memoria degli avvenimenti accaduti sulla Terra.

### Queen Earth
Principessa Helena (ヘレナ王女?, Herena Ōjo, in Italia Regina Helena)
Doppiata da: Yuri Amano (ed. giapponese), Lara Parmiani (ed. italiana)
È la principessa prima di Queen Earth, che manda Kanon sulla Terra alla ricerca della Nurse Angel. Può comunicare con la mente di Ririka e guidarla. Le condizioni disastrose del suo pianeta si riflettono su di lei, infatti è gravemente malata.
Mimina / Mimina Kanō (ミミナ／加納 ミミナ?, Mimina / Kanō Mimina, in Italia Beatrix)
Doppiata da: Noriko Namiki (ed. giapponese), Cinzia Massironi (ed. italiana)
È la sorella minore della principessa Helena, che decide di venire sulla Terra fingendosi la sorellina di Kanō. Sviluppa una cotta per Seiya.
Maruru (マルル?, Maruru)
Doppiato da: Junko Shimikata (ed. giapponese), Patrizia Scianca (ed. italiana)
È una fata venuta sulla Terra con Mimina.

### Dark Joker
Bross (ブロス?, Burosu, in Italia Duca Oscuro)
Doppiato da: Ryō Horikawa (ed. giapponese), Marco Balzarotti (ed. italiana)
È il capo dei Dark Joker. Il suo obiettivo è cancellare la vita dall'intero universo.
Keto (ケトー?, Ketō, in Italia Callisto)
Doppiato da: Kōji Ishii (ed. giapponese), Claudio Moneta (ed. italiana)
È un membro dei Dark Joker, astuto che usa travestimenti e trappole per prendere i suoi nemici di sorpresa.
Dewey (デューイ?, Dyūi, in Italia Druidon)
Doppiato da: Yuriko Fuchizaki (ed. giapponese), Davide Garbolino (ed. italiana)
È un membro dei Dark Joker. Pensa alla battaglia contro la Terra come fosse un gioco.
Regi (レギ?, Regi)
È il fratello minore di Bross. Appare solo nel manga.

### Altri personaggi
Karin Mizuhara (水原 花林?, Mizuhara Karin)
Doppiata da: Kaoru Suzuki (ed. giapponese), Renata Bertolas (ed. italiana)
È un'amica e compagna di classe di Ririka. Dice sempre tutto quello che le passa per la mente.
Anna Kazami (風見 安奈?, Kazami Anna)
Doppiata da: Azusa Nakao (ed. giapponese), Federica Valenti (ed. italiana)
È un'amica e compagna di classe di Ririka. È molto educata e raffinata.
Miyuki Kuwano (桑野 みゆき?, Kuwano Miyuki, in Italia Margareth)
Doppiata da: Emiko Matsuoka (ed. giapponese), Emanuela Pacotto (ed. italiana)
È una studentessa della White Dove Academy, la stessa scuola di Ririka. Quando conosce Kanō, decide di formare un fanclub in suo onore, e diventa gelosa quando egli mostra più attenzioni a Ririka.
Eiko Suzuki (鈴木 栄子?, Suzuki Eiko) & Biiko Suzuki (鈴木 美子?, Suzuki Biiko)
Doppiate da: Mikako Satō e Yuriko Fuchizaki (ed. giapponese), ? e ? (ed. italiana)
Sono "guardie del corpo" di Kanō, amiche di Miyuki.
Madoka Moriya (森谷 まどか?, Moriya Madoka)
Doppiata da: Yuri Amano (ed. giapponese), Lorella De Luca (ed. italiana)
È la madre di Ririka e Shou. Fa la casalinga e Seiya ama la sua cucina. Di base gentile, quando si arrabbia diventa molto severa.
Kazuhito Moriya (森谷 一等?, Moriya Kazuhito)
Doppiato da: Keiji Fujiwara (ed. giapponese), Giuseppe Calvetti (ed. italiana)
È il padre di Ririka e Shou. Fa il ricercatore in un giardino botanico e ha paura di Herb, il cane di famiglia.
Shou Moriya (森谷 賞?, Moriya Shō, in Italia Steven)
Doppiato da: Kaori Yuasa (ed. giapponese), Patrizia Mottola (ed. italiana)
È il fratello minore di Ririka. Ha una cotta per Misa, una sua compagna d'asilo.
Kurumi Moriya (森谷 くるみ?, Moriya Kurumi)
Doppiata da: Yūji Mitsuya (ed. giapponese), Giuliana Nanni (ed. italiana)
È la nonna di Ririka e Shou. In passato è stata un'infermiera e adesso il suo hobby sono i videogiochi.
Hiroshi Uzaki (宇崎 宙?, Uzaki Hiroshi)
Doppiato da: Naoki Bando (ed. giapponese), Paolo Sesana (ed. italiana)
È il padre di Seiya e fa il medico e dirige una clinica. Ha delle ottime capacità nel suo lavoro.
Yuko Uzaki (宇崎 裕子?, Uzaki Yūko)
Doppiata da: Miina Tominaga (ed. giapponese), ? (ed. italiana)
È la madre di Seiya e fa la casalinga.
"Direttore" Akasegawa (〈院長〉赤瀬川?, "Inchō" Akasegawa), "Poeta" Nishitokorozawa (〈詩人〉西所沢?, "Shijin" Nishitokorozawa) & "Grande" Yamazaki (〈グレート〉山崎?, "Gurēto" Yamazaki)
Doppiati da: Ryūsuke Ōbayashi, Tsutomu Kashiwakura e Hidehito Kikuchi (ed. giapponese), Antonio Paiola, ? e Riccardo Lombardo (ed. italiana)
Sono tre pazienti dell'ospedale dove lavora il dottor Uzaki, ognuno dei quali ha delle caratteristiche specifiche.
Misa (美沙?, Misa, in Italia Milly)
Doppiata da: Junko Shimikata (ed. giapponese), Alessandra Karpoff (ed. italiana)
È una compagna di scuola di Shou, il fratellino di Ririka.

## Manga
Il manga è stato pubblicato sulla rivista Ribon dal gennaio 1995 al giugno 1996 e successivamente è stato serializzato in 4 tankōbon per conto della Shūeisha. Inizialmente la storia racconta le vicende in modo spensierato e leggero, per poi prendere un tono più drammatico come la serie animata.

## Anime
L'anime, prodotto dallo Studio Gallop, è composto da 35 episodi, andati in onda su TV Tokyo dal 7 luglio 1995 al 29 marzo 1996. È stato raccolto in LD e successivamente in 7 DVD, questi ultimi usciti anche in due BOX nel 2004. Un OAV era in progetto, ma non è stato mai realizzato. La serie TV segue abbastanza fedelmente il manga.
In Italia è stato acquistato da Mediaset intorno al 1999 per essere mandato in onda su Italia 1, ma è stato trasmesso in prima visione sull'emittente televisiva Italia Teen Television dal luglio all'agosto 2004.

### Episodi
| Nº | Titolo italiano Giapponese 「Kanji」 - Rōmaji - Traduzione letterale                                                                          | In onda           | In onda        |
| Nº | Titolo italiano Giapponese 「Kanji」 - Rōmaji - Traduzione letterale                                                                          | Giapponese        | Italiano       |
| 1  | L'arrivo della principessa 「白き天使舞いおりて」 - Shiroki tenshi maiorite – "L'angelo bianco che danza"                                     | 7 luglio 1995     | 11 luglio 2004 |
| 2  | Rose insidiose 「バラの花束は危険な香り」 - Bara no hanataba wa kikenna kaori – "Un bouquet di rose ha un profumo pericoloso"                 | 14 luglio 1995    | 12 luglio 2004 |
| 3  | La leggenda della galassia lontana 「伝説は遠き星をこえて」 - Densetsu wa tōki hoshi wo koete – "La leggenda è al di là delle stelle lontane" | 21 luglio 1995    | 13 luglio 2004 |
| 4  | Un piccolo grande amico 「小さな友情のはじまり」 - Chīsana yūjō no hajimari – "L'inizio di una piccola amicizia"                              | 28 luglio 1995    | 14 luglio 2004 |
| 5  | Biscotti soporiferi 「輝くちから失わないで」 - Kagayaku chikara ushinawanaide – "Non perdere lo splendente potere"                            | 4 agosto 1995     | 15 luglio 2004 |
| 6  | Il lago degli innamorati 「あこがれは霧の中に」 - Akogare wa kiri no naka ni – "Il desiderio è nella nebbia"                                  | 11 agosto 1995    | 16 luglio 2004 |
| 7  | I ricordi brillano nell'inverno del cuore 「思い出は宝石のひかり」 - Omoide wa hōseki no hikari – "I ricordi sono la luce dei gioielli"       | 18 agosto 1995    | 17 luglio 2004 |
| 8  | Un papà meraviglioso 「すれ違いながら微笑んで」 - Surechigainagara hohoende – "Sorridere mentre ci incrociamo l'un l'altro"                   | 25 agosto 1995    | 18 luglio 2004 |
| 9  | Il vero volto dell'amore 「光よ本当の顔を教えて」 - Hikari yo hontō no kao wo oshiete – "Luce, dimmi il volto della verità"                   | 1º settembre 1995 | 19 luglio 2004 |
| 10 | Un maestro per Erika 「はじめてのとまどい」 - Hajimete no tomadoi – "La prima confusione"                                                     | 8 settembre 1995  | 20 luglio 2004 |
| 11 | Alla ricerca del Fiore della Vita 「いのちの花を求めて」 - Inochi no Hana wo motomete – "Alla ricerca del Fiore della Vita"                   | 15 settembre 1995 | 21 luglio 2004 |
| 12 | Kane è in pericolo 「カノン光にまぎれて」 - Kanon hikari ni magirete – "Kanon sotto la luce"                                                  | 22 settembre 1995 | 22 luglio 2004 |
| 13 | In trappola 「きずなは戦う力となって」 - Kizuna wa tatakau chikara to natte – "Il legame diventa il potere di combattere"                     | 29 settembre 1995 | 23 luglio 2004 |
| 14 | Kane svanisce tra le stelle 「星に消えたカノン」 - Hoshi ni kieta Kanon – "Kanon svanisce tra le stelle"                                      | 6 ottobre 1995    | 24 luglio 2004 |
| 15 | Il lungo addio 「さよならが言えないまま」 - Sayonara ga ienai mama – "Non si può dire addio"                                                  | 13 ottobre 1995   | 25 luglio 2004 |
| 16 | Promesse 「天使の誓い ふたたび」 - Tenshi no chikai Futatabi – "Il giuramento dell'angelo. Di nuovo"                                          | 20 ottobre 1995   | 26 luglio 2004 |
| 17 | Soltanto uniti si può vincere 「闇にむかう二つの光」 - Yami ni mukau futatsu no hikari – "Le due luci verso l'oscurità"                       | 27 ottobre 1995   | 27 luglio 2004 |
| 18 | La leggenda tra le stelle 「天女の祈り赤く映えて」 - Tennyo no inori akaku haete – "La preghiera della fanciulla celestiale brilla di rosso"  | 3 novembre 1995   | 28 luglio 2004 |
| 19 | Il grande potere di Crystel 「よみがえる命の輝き」 - Yomigaeru inochi no kagayaki – "Lo splendore della vita risorge"                         | 10 novembre 1995  | 29 luglio 2004 |
| 20 | Bentornato Kane 「カノンふたたび」 - Kanon futatabi – "Di nuovo Kanon"                                                                        | 17 novembre 1995  | 30 luglio 2004 |
| 21 | La triste verità 「遠ざけられた心」 - Tōzakerareta kokoro – "Cuori distanti"                                                                  | 24 novembre 1995  | 31 luglio 2004 |
| 22 | Cieli oscuri 「悲しい真実」 - Kanashii shinjitsu – "Triste verità"                                                                            | 1º dicembre 1995  | 1º agosto 2004 |
| 23 | Un sogno infranto 「聖なる願い涙にゆれて」 - Seinaru negai namida ni yurete – "Il desiderio sacro, le lacrime che vacillano"                  | 8 dicembre 1995   | 2 agosto 2004  |
| 24 | Druidon, chi sei? 「デューイ 新たなる輝き」 - Dyūi aratanaru kagayaki – "Dewey: un nuovo splendore"                                           | 15 dicembre 1995  | 3 agosto 2004  |
| 25 | Il ballo in maschera 「招かれた最後のパーティ」 - Manekareta saigo no pāti – "Invitata all'ultimo party"                                      | 22 dicembre 1995  | 4 agosto 2004  |
| 26 | Kane finalmente libero 「おかえりなさい⋯」 - Okaerinasai… – "Bentornato…"                                                                     | 5 gennaio 1996    | 5 agosto 2004  |
| 27 | Una nuova amica 「お騒がせ王女のひとめぼれ」 - Osawagase ōjo no hitomebore – "Una principessa nel caos dopo l'altra"                          | 12 gennaio 1996   | 6 agosto 2004  |
| 28 | Una nuova Margarette 「ときめくおデコに陽がさして」 - Tokimeku odeko ni hi ga sashite – "Il sole splende su una bella fronte"                 | 19 gennaio 1996   | 7 agosto 2004  |
| 29 | Il desiderio di Milly 「叶えて、小さな願いを」 - Kanaete, chīsana negai wo – "Esaudisci, un piccolo desiderio"                                | 26 gennaio 1996   | 8 agosto 2004  |
| 30 | Magiche scarpe all'avventura 「魔法の靴が走ってた」 - Mahō no kutsu ga hashitteta – "Le scarpe magiche correvano"                             | 2 febbraio 1996   | 9 agosto 2004  |
| 31 | Uno spasimante per Karin 「花林が渡したチョコレート」 - Karin ga watashita chokorēto – "A Karin viene consegnato del cioccolato"              | 9 febbraio 1996   | 10 agosto 2004 |
| 32 | Sarà il fiore di Crystel? 「もしかして命の花？」 - Moshikashite Inochi no Hana? – "Sarà forse il Fiore della Vita?"                           | 16 febbraio 1996  | 11 agosto 2004 |
| 33 | La poesia stregata 「危険な詩に笑顔消されて」 - Kikenna uta ni egao kesarete – "Una poesia pericolosa che cancella il sorriso"                | 23 febbraio 1996  | 12 agosto 2004 |
| 34 | Ti svelerò il destino 「明かされた最後の運命」 - Akasareta saigo no unmei – "Svelato il destino ultimo"                                       | 1º marzo 1996     | 13 agosto 2004 |
| 35 | Per sempre principessa 「白き天使永遠に」 - Shiroki tenshi eien ni – "Per sempre angelo bianco"                                               | 8 marzo 1996      | 14 agosto 2004 |

### Sigle
In Italia vengono usate le sigle originali.
Sigla di apertura
- Koi wo suru tabi ni kizutsuki yasuku… (恋をするたびに傷つきやすく⋯?), di Suirei (ep. 1-26)
- Dō ni ka Kō ni ka (どーにか こーにか?), di Eiko Minami (ep. 27-35)

Sigla di chiusura
- Ririka SOS (りりかＳＯＳ?), di Kaori Asō (ep. 1-23)
- Egao wo wasurenai (笑顔を忘れない?), di Kaori Asō (ep. 24-35)

## CD
| Nº | Titolo CD                                                                                               | Numero tracce | Data uscita       |
| -- | --- | ------------- | ----------------- |
| 1  | Koi wo suru tabi ni kizutsuki yasuku… (恋をするたびに傷つきやすく⋯?)                                    | 3             | 19 luglio 1995    |
| 2  | Ririka SOS (りりかＳＯＳ?)                                                                              | 4             | 21 settembre 1995 |
| 3  | Nurse Angel Ririka SOS ~Heart · Aid 1st~ (ナースエンジェルりりかＳＯＳ ～ハート・エイド・ファースト～?) | 27            | 22 novembre 1995  |
| 4  | Egao wo wasurenai (笑顔を忘れない?)                                                                     | 4             | 24 gennaio 1996   |
| 5  | Dō ni ka Kō ni ka (どーにか こーにか?)                                                                  | 3             | 21 febbraio 1996  |
| 6  | Nurse Angel Ririka SOS ~Heart · Aid 2nd~ (ナースエンジェルりりかＳＯＳ ～ハート・エイド・セカンド～?)   | 23            | 6 marzo 1996      |

## Libri e romanzi
Durante il corso della serie, in Giappone, sono stati pubblicati con l'etichetta Cobalt Bunko di Shūeisha dei romanzi scritti da Hiroshi Toda.
1. Nurse Angel Ririka SOS (ナースエンジェルりりかＳＯＳ?), 10 ottobre 1995, ISBN 4-08-614125-6.[11]
2. Nurse Angel Ririka SOS ~Midori no hikari no shō~ (ナースエンジェルりりかＳＯＳ ～緑の光の章～?), 10 gennaio 1996, ISBN 4-08-614157-4.[12]
3. Nurse Angel Ririka SOS ~Uragiri no tenshi no shō~ (ナースエンジェルりりかＳＯＳ ～裏切りの天使の章～?), 10 marzo 1996, ISBN 4-08-614177-9.[13]

## Videogiochi
Durante il corso della serie, è stato pubblicato un videogioco dalla Innerbrain.
| Nº | Titolo videogioco                                                       | Piattaforma | Data uscita |
| -- | ----------------------------------------------------------------------- | ----------- | ----------- |
| 1  | Marugoto Nurse Angel Ririka SOS (まるごとナースエンジェルりりかＳＯＳ?) |             | 1995        |

## Musical
Dal 15 dicembre 1995 al 7 gennaio 1996, al Hakuhinkan Theater di Ginza, è stato messo in scena il musical di Nurse Angel Ririka SOS, specificatamente basato sulla serie animata, ma con un finale diverso perché al tempo quest'ultima era ancora in corso. Tra i tanti personaggi, Ririka è interpretata da Kanako Irie, Seiya da Yūki Kuroda e Kanō da Takeshi Maya. È stato trasmesso in TV una volta terminata la serie animata, diviso in tre parti intitolate Inochi no Hana wa doko ni (命の花はどこに?), Nee omoidashite (ねえ思い出して?) e Itsumo soba ni iru kara (いつもそばにいるから?), ed è uscito su DVD insieme alla pubblicazione del settimo DVD dell'anime.

## Trasmissioni e adattamenti nel mondo
L'anime è stato trasmesso, oltre che in Giappone e in Italia, anche in diversi Paesi in tutto il mondo.
| Stato         | Canale/i televisivo  | Data prima TV                     | Titolo                           |
| ------------- | -------------------- | --------------------------------- | -------------------------------- |
| Corea del Sud | KBS, Tooniverse      | 19 ottobre 1998 – 9 febbraio 1999 | Ririka SOS (리리카 ＳＯＳ?)      |
| Filippine     |                      |                                   | Nurse Angel Ririka SOS           |
| Hong Kong     | TVB Jade             |                                   | Hùshì xiǎo tiānshǐ (護士小天使S) |
| Taiwan        | Star Chinese Channel |                                   | Lìlì jiā SOS (莉莉佳ＳＯＳS)     |